# Lita Grey

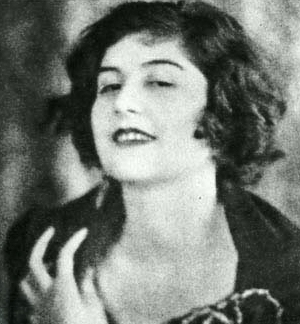
Lita Grey.

Lita Grey (Hollywood, 15 de abril de 1908-Los Ángeles, 29 de diciembre de 1995) fue una actriz estadounidense. 

## Biografía
Nació en Hollywood, California, de madre mexicana y padre con ascencencia irlandesa.
Lita Grey se casó en cuatro ocasiones. En 1924 cuando sólo tenía 16 años, quedó embarazada de Charles Chaplin, que entonces tenía 35 años. Cuando Chaplin tenía 29 años, le había sucedido algo parecido con la actriz Mildred Harris, quien también contaba entonces con 16 años. Al igual que entonces hizo con Harris, Chaplin se casó con Lita Grey en la ciudad de Empalme, Sonora, México. Con ella tuvo dos hijos: Charles Chaplin Jr. (1925-1968), y Sydney Earl Chaplin (1926-2009).
El matrimonio tuvo problemas desde el comienzo. Ambos tenían poco en común, y Chaplin pasaba todo el tiempo que podía fuera de casa, trabajando para La quimera del oro, en la que Grey debería haber tenido el papel principal femenino, y posteriormente para El Circo. Se divorciaron el 22 de agosto de 1927. Tras su divorcio con Chaplin, se casó con Henry Awuirre, luego con Arthur Day, y finalmente con Pat Longo.
Falleció víctima de cáncer en Los Ángeles, California, en 1995, cuando tenía 87 años, y fue incinerada en el Cementerio Valhalla Memorial Park.
Escribió dos volúmenes autobiográficos describiendo su vida con Chaplin, en My Life With Chaplin (1966), y Wife of the Life of the Party (1995). En la película Chaplin, Deborah Moore desempeñó su papel.